# Arrecife Schjetman
El Arrecife Schjetman es probablemente una isla fantasma que el capitán noruego Ole Andreas Schjetman declaró haber descubierto en 1868. Las coordenadas que éste indicó para el supuesto arrecife son 16°8′N 178°58′O / 16.133, -178.967, describiédole con unas dimensiones de 2,8 km de longitud (de norte a sur) y 0,9 km de anchura (de este a oeste).
Tras el aviso del descubrimiento reportado por Schjetman, varias expediciones han tentado reencontrar esta isla: la del USS Alert en 1880, del USS Milwaukee en 1923, la del USS Whippoorwill y la del USS Tanager en 1924, ninguna de ellas tuvo éxito. Un avistamiento fue reportado en 1990 por un navegante a vela de Hawái.[cita requerida]
En enero de 2006 los investigadores noruegos Bård Sæther y Arild Solheim emprendieron una nueva expedición a bordo del S/Y Havaiki con la intención de encontrar esta supuesta isla, sin resultados.